# Giuseppe Di Federico
Giuseppe Di Federico (Bolognano, 10 marzo 1932) è un giurista italiano, professore emerito di ordinamento giudiziario dell’Università degli Studi di Bologna.

## Biografia
Appartenente ad una famiglia storica di San Martino sulla Marrucina, nel 1957 si laurea con lode in Scienze politiche presso la facoltà “C. Alfieri” dell’Università di Firenze discutendo una tesi in diritto internazionale e nel 1958 diviene assistente della materia con il Prof. Angelo Sereni presso la Facoltà di Giurisprudenza dell’Università di Bologna.
Nel 1959 vince una borsa di studio Fulbright per gli Stati Uniti ove rimane finno al 1962 come research and teaching assintant nel Dipartimento di Scienza Politica della Michigan State University, da cui ottiene il Master’s degree. In questo periodo familiarizza con discipline come metodologia della ricerca empirica, filosofia della scienza, logica, teoria dell’organizzazione. Una esperienza culturale, che influenzerà tutte le sue successive attività di ricerca. 
Nel 1964 svolge, con finanziamento del CNR, una ricerca su “La magistratura come organizzazione”, una ricerca che formalmente termina nel 1968, ma lo studio dell’effettivo funzionamento delle istituzioni giudiziarie continuerà per la sua intera vita lavorativa. In questo periodo pubblica due volumi sul funzionamento del reclutamento dei magistrati e della Corte di cassazione, nonché un lavoro sull’uso delle apparecchiature elettroniche negli uffici giudiziari a fini organizzativi. Si tratta delle prime ricerche in un campo, quello della “Judicial administration” che fino ad allora era stato coltivato solo negli Stati Uniti.
Nel 1969 consegue la libera docenza in “Scienza dell’amministrazione” ed insegna “Teoria delle organizzazioni complesse” presso la Facoltà di Scienze politiche dell’Università di Bologna. Nel 1975, sempre a Bologna, insegnerà “Scienza dell’amministrazione”.
Dal 1978 al 1994 è responsabile del settore giustizia dell’Agenzia di Ricerca e Legislazione (AREL). In questo periodo inizia anche una collaborazione sui temi della giustizia col Presidente della Repubblica Francesco Cossiga, una collaborazione che durerà anche dopo il periodo della sua Presidenza. 
Nel 1985 promuove l’inserimento di “Ordinamento giudiziario” tra le discipline autonomamente insegnate a livello universitario e diviene il primo professore ordinario della materia in Italia.
A partire dal 1988 inizia una intensa attività di consulenza e assistenza a paesi stranieri per le riforme giudiziarie, facilitata dagli studi comparati degli assetti giudiziari sino ad allora compiuti. Attività di assistenza svolta, per oltre 20 anni, in numerosi paesi dell’Europa, America Latina e Sud Est Asiatico, per conto di varie Organizzazioni internazionali (come COLPI, UNDP, UNODC, OSCE, Open Society, World Bank). 
Nel 1990 viene nominato dal Presidente della Repubblica Francesco Cossiga componente della “Commissione per lo studio dei problemi relativi alla normativa e alle funzioni del Consiglio Superiore della Magistratura” (1990-1991).
Nel 1990 viene nominato dal CNR “Presidente della “Commissione di studio per l’elaborazione di proposte operative nel settore delle tecnologie di supporto all’organizzazione giudiziaria”. Le risultanze degli esperimenti condotti in collaborazione col Ministero della giustizia dalla Commissione in 6 uffici giudiziari furono poi determinanti nell’introdurre l’uso delle tecnologie video negli uffici giudiziari italiani. 
Nel 1991 diviene consulente del Ministro della Giustizia Claudio Martelli per “le tecnologie di supporto del processo penale anche con riferimento alle riforme dell'ordinamento e dell'organizzazione giudiziaria" e viene anche nominato componente della "Commissione per la riforma dell'ordinamento giudiziario" del Ministero di Grazia e Giustizia (1991-1994). Per iniziativa del Direttore Generale per gli affari penali, Giovanni Falcone, gli viene assegnato anche l’incarico di effettuare ricerche presso vari uffici giudiziari per monitorare l’applicazione del “nuovo” codice di procedura penale (1991-95). 
Nel 1999 viene eletto Presidente dell’European Research Network on Judicial Systems per un triennio.
Nel 2001 riceve il Dottorato honoris causa in "Derecho y Ciencias Sociales", presso l’Università di Cordoba, Argentina.
Nel 2002 viene eletto dal Parlamento componente del Consiglio Superiore della Magistratura per il quadriennio 2002-2006.
Nel 2013 viene nominato componente della “Commissione per le riforme costituzionali” dal Presidente del Consiglio dei ministri. Giuseppe Di Federico dato inizio alle ricerche empiriche sulla giustizia sia in Italia che nell’Europa continentale, e ha anche dato vita ad scuola di docenti e ricercatori nonché a due istituzioni specializzate, che ha diretto per vari decenni, e cioè: il Centro studi e ricerche sull’Ordinamento giudiziario dell’Università di Bologna nel 1982 (www.dsps.unibo.it), e l’Istituto di ricerche sui sistemi giudiziari del CNR nel 1992 (www.irsig.cnr.it).

## Pubblicazioni recenti
2017 - Da Saragat a Napolitano, il difficile rapporto tra Presidente della Repubblica e Consiglio Ssuperiore della Magistratura, Mimesi ed., Milano, pp. 151.
2014 - con M. Spignoli, I diritti della difesa nel processo penale e la riforma della giustizia, Cedam, Padova.
2013 - Il contributo del CSM alla crisi della giustizia, in Le novità in materia di ordinamento giudiziario, Bononia University Press, Bologna (www.difederico-giustizia.it) 
2012 - (a cura di), Ordinamento giudiziario: uffici giudiziari, CSM e governo della magistratura, Cedam, Padova.
2012 - Judicial accountability and conduct: an overview, in Anja Seibert-Fohr (ed.) Judicial Independence in Transition, Springer, London and Berlin.
2012 - Judicial independence in Italy, in Anja Seibert-Fohr (ed.) Judicial Independence in Transition, Springer, London and Berlin.
2011 - L’evoluzione della disciplina giudiziaria nei paesi democratici, in D. Cavallini, Gli illeciti disciplinari dei magistrati ordinari, Cedam, Padova (www.difederico-giustizia.it) 
2011 - Recruitment, professional evaluation and training of judges, in Resource Guide on Strengthening Judicial Integrity and Capacity. United Nations Office on Drugs and Crime, Vienna, https://www.unodc.org/documents/treaties/UNCAC/Publications/ResourceGuideonStrengtheningJudicialIntegrityandCapacity/11-85709_ebook.pdf,
2011 - Codes of conduct and disciplinary mechanisms, in Resource Guide on Strengthening Judicial Integrity and Capacity. United Nations Office on Drugs and Crime Vienna https://www.unodc.org/documents/treaties/UNCAC/Publications/ResourceGuideonStrengtheningJudicialIntegrityandCapacity/11-85709_ebook.pdf.
2009 - L’indipendenza e responsabilità del pubblico ministero italiano in prospettiva comparata, in “Giurisprudenza Italiana”, fascicolo di febbraio.
2008 – Prosecutorial Accountability, Independence and Effectivenes in Italy", in, Promoting Prosecutorial Accountability, Independence and Effectiveness, Open Society Institute Publicastions, Sofia.